# Hòa Phát (Unternehmen)
Die Hòa-Phát-Gruppe Aktiengesellschaft (vietnamesisch Công ty cổ phần Tập đoàn Hòa Phát, englisch Hoa Phat Group Joint Stock Company) ist ein vietnamesischer Mischkonzern mit dem Schwerpunkt Stahlerzeugung und -verarbeitung. Die börsennotierte Unternehmensgruppe mit Hauptsitz in Hanoi ist eines der größten privaten Unternehmen und der größte Stahlhersteller des Landes.

## Geschichte
Hòa Phát wurde nach der wirtschaftlichen Liberalisierung Vietnams im August 1992 von Trần Đình Long als Handelsunternehmen für Baumaschinen gegründet. In den nächsten Jahren folgten als neue Geschäftsfelder die Produktion und der Handel von Möbeln (1995), Stahlrohren (1996), Rohstahl (2000), Kühlgeräten (2001) sowie Immobilien (2001). 
Im Jahr 2007 wurde der Konzern zu einer Unternehmensgruppe mit einer Holding-Aktiengesellschaft umstrukturiert. Seit November 2007 wird die Hòa-Phát-Gruppe an der Ho Chi Minh Stock Exchange (HOSE) unter dem Tickersymbol HPG gelistet. 
Dem 2000/01 errichteten Stahlwerk in der Provinz Hưng Yên folgte 2007 ein zweites in der Provinz Hải Dương und 2017 ein drittes in Dung Quất (Provinz Quảng Ngãi). 2009 war außerdem das Bergbauunternehmen An Thong Mineral Investment übernommen worden. 
2016 startete man die Produktion von galvanisierten Stahlblechen. 
Im Jahr 2015 begann Hòa Phát mit der Futtermittelproduktion für den landwirtschaftlichen Sektor und eröffnete damit ein neues Geschäftsfeld. Ein Jahr später folgte der Einstieg in die Massenviehhaltung (Rinder, Schweine, Geflügel) sowie der Handel mit australischem Rind.

## Unternehmensdaten
Hòa Phát gliedert sich in fünf Geschäftsbereiche mit insgesamt elf Tochtergesellschaften:
- Eisen- und Stahlerzeugung:
  - An Thong Mineral Investment
  - Hoa Phat Hai Duong Steel
  - Hoa Phat Dung Quat Steel
  - Hoa Phat Hung Yen Steel
- Stahlrohre und -bleche:
  - Hoa Phat Steel Pipe
  - Hoa Phat Steel Sheet
- Industrielle Ausrüstung, Möbel und Kühlgeräte:
  - Hoa Phat Equipment & Accessories
  - Hoa Phat Furniture
  - Hoa Phat Refrigeration Engineering
- Immobilien und Infrastruktur:
  - Hoa Phat Urban Development and Construction
- Landwirtschaft (Fleisch und Viehfutter):
  - Hoa Phat Agriculture Development

Die Unternehmensgruppe ist in den Bereichen Baustahl und Stahlrohre Marktführer in Vietnam (mit einem Marktanteil von je etwa 25 %). Im Jahr 2018 wurden 2,4 Millionen Tonnen Stahl produziert. Die Eisen- und Stahlerzeugung macht etwa 80 % des Gesamtumsatzes aus.
Daneben ist Hòa Phát auch im Bereich Büromöbel Marktführer in Vietnam.
Der Umsatz stieg von 33.885 Milliarden Đồng im Jahr 2016 auf 56.580 Milliarden Đồng im Jahr 2018. 
Insgesamt beschäftigt die Gruppe etwa 20.000 Mitarbeiter (Stand Ende 2018). 
Gemessen an der Marktkapitalisierung ist Hòa Phát nach Vingroup und Vinamilk das drittgrößte börsennotierte Unternehmen des Landes, etwa gleichauf mit der Masan Group. Der Gründer und Vorsitzende Trần Đình Long besitzt ungefähr 25 Prozent der Anteile der Unternehmensgruppe und ist damit der mit Abstand größte Anteilseigner.

## Marketing
Hòa Phát war Hauptsponsor und Namensgeber des von 2003 bis 2011 bestehenden Fußballvereins Hòa Phát Hà Nội.